# Ізраїльсько-ліберійські відносини
Ізраїльсько-ліберійські відносини - справжні та історичні двосторонні дипломатичні та інші відносини між Ліберією та Ізраїлем.

## Історія
Ліберія голосувала за план ООН по розділу Палестини 29 листопада 1947, що призвело до утворення країни Ізраїль.
Обидві держави встановили дипломатичні відносини наприкінці 1950-х. У 1958 році Ліберію відвідала Голда Меїр (колишня глава МЗС Ізраїлю), яку місцеве плем'я GOLA «коронувало» як «Королеву матір».
В 1966 році ізраїльський прем'єр-міністр Леві Ешколь відвідав Ліберію в рамках свого африканського турне.
Відносини були перервані у 1973 році, коли Ізраїль брав участь у Війні Судного дня. Незважаючи на відсутність дипломатичних відносин, Ліберія голосувала проти резолюції Генасамблеї ООН № 3379 у 1975 році, яка прирівнювала сіонізм до расизму  .
23 серпня 1983 року ліберійський президент Семюел Каньйон Доу зустрівся з ізраїльським прем'єром Менахемом Бегіном. Лідери двох країн домовилися щодо відновлення дипломатичних відносин. Також обговорювалися питання співпраці та допомоги у сільському господарстві, логістиці та авіасполученні. Крім того, президент Доу зустрівся зі своїм колегою Хаїмом Герцогом і обговорив наростаючу загрозу і «колоніальні амбіції» Лівії.
Відносини було відновлено у серпні 1983 року. Ліберія таким чином стала однією з перших африканських країн, що відновили відносини з Ізраїлем, після того, як останній підписав мирний договір із Єгиптом. Після відновлення відносин між Ліберією та Ізраїлем було підписано угоди в галузі безпеки, авіаційних технологій, економіки та ін..
Незважаючи на відновлення дипломатичних відносин між двома країнами в 1983 році, посольство Ізраїлю в Ліберії було закрито в цей же рік через військовий переворот і громадянську війну що почалася в цій країні трохи пізніше.
У 2006 році Елен Джонсон-Серліф була обрана президентом Ліберії. Вона стала першою жінкою в історії, обраною на посаду глави держави в Африці. Після її обрання рівень дипломатичних відносин між Ліберією та Ізраїлем було підвищено. У 2007 році вона вперше відвідала Ізраїль.
У травні 2014 року ізраїльський посол Шарон Бар-лі вручила свої вірчі грамоти президентові Ліберії Елен Джонсон-Серліф Шарон Бар-лі є нерезидентним послом у Ліберії, очолюване нею посольство знаходиться у столиці Гани.
Після закриття посольства в Монровії 1983 року знак-вивіска посольства Ізраїлю майже три десятиліття провисів на стіні одного з барів столиці Ліберії. Його помітив ізраїльський громадянин, який багато років проживав у місті. Власник бару, німець за національністю, розповів, що коли в країні почалася громадянська війна, він працював керуючим готелю в центрі Монровії, і посол Ізраїлю залишив цей знак у нього доти, доки війна не закінчиться. Коли посол Барлі вступила на посаду, власник бару знайшов її і вручив їй цей знак зі слідом від кулі, таким чином повернувши його назад ізраїльській дипломатичній місії. (зовнішнє зображення знака [Архівовано 16 травня 2014 у Wayback Machine.])
Наприкінці 2015 року президент Сенату Ліберії Арма Золу Джалла відвідав Ізраїль. Це був перший в історії візит глави парламенту Ліберії до Ізраїлю. На зустрічі зі своїм ізраїльським колегою Юлієм Едельштейном Джалла заявив, що його нація захоплюється єврейською державою і «може багато чого навчитися у сфері інновацій, технології, сільського господарства та медичних досліджень». Джалла також особливо подякував Ізраїлю за допомогу, яку надає його країна: мобільні клініки, навчання мед. персоналу та відвідування Ліберії ізраїльськими лікарями, у тому числі за допомогу у запобіганні поширенню спалаху лихоманки Ебола.
У 2016 році ліберійський президент Джонсон-Серліф і делегація, що її супроводжує, відвідали Ізраїль з державним візитом. Вона зустрілася зі своїм ізраїльським колегою Рівліном і подякувала йому за допомогу, надану єврейською державою у боротьбі з Еболою, а також обговорила питання боротьби з тероризмом. Президент Джонсон-Серліф була удостоєна почесного докторського ступеня від університету Хайфа.
У червні 2017 року ізраїльський прем'єр-міністр Біньямін Нетаньяху відвідає Ліберію на запрошення президента цієї країни Елен Джонсон-Серліф. Нетаньяху візьме участь у саміті ЕКОВАС, ставши таким чином першим неафриканським лідером, який візьме участь у цьому саміті. У ході саміту Нетаньяху планує зустрітися з лідерами Того та Кот-д'Івуару. Очікується підписання спільної декларації про співпрацю Ізраїлю та країн ЕКОВАС у сферах сільського господарства, водних ресурсів, торгівлі, освіти, охорони здоров'я, безпеки, кіберіндустрії, енергетики, науки, боротьби зі спустошенням та зміною клімату. Крім того, буде підписано меморандум про співпрацю між країнами, технічну та економічну допомогу.
25 лютого 2019 року до Ізраїлю з офіційним чотириденним візитом прибув президент Ліберії Джордж Веа. В аеропорту його зустрічав міністр зв'язку Аюб Кара. 